# Musique de Person of Interest

La Musique de Person of Interest représente la bande son de la série américaine Person of Interest.

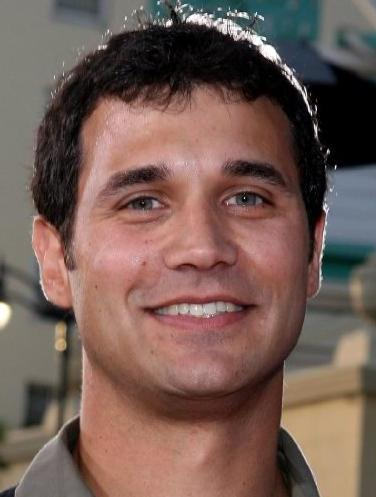
Ramin Djawadi, compositeur de la bande originale de la série

Les musiques originales de la série ont été composées par Ramin Djawadi, également compositeur de Game of Thrones.

## Musique
La musique accompagnant le générique a été composée par le producteur J. J. Abrams et non par Ramin Djawadi, habituel compositeur de la série.
Deux types de musiques sont utilisées à travers les épisodes de la série : les musiques originales et les musiques additionnelles.

### Musiques originales de la série
La musique est un élément important et très présent dans Person of Interest. Les musiques originales de la série ont été composées par Ramin Djawadi, également compositeur de du film Iron Man. Il avait déjà collaboré avec Jonathan Nolan, le créateur de la série, et son frère Christopher sur le film Batman Begins. À son sujet, Jonathan Nolan a déclaré : « Nous avons un compositeur fantastique, Ramin Djawadi, avec qui j'ai déjà collaboré sur Batman Begins, il y a longtemps. Il travaillait aussi avec Hans Zimmer. Il est l'un des compositeurs les plus talentueux dans le milieu musical. Son travail, semaine après semaine, élève à un autre niveau tout ce que nous faisons. »

#### Saison 1
La bande originale de la première saison a été commercialisée le 13 novembre 2012. Elle contient 21 pistes. À noter que la première piste intitulée Person of Interest, qui est la musique entendue pendant le générique, n'a pas été composée par Ramin Djawadi mais par J.J. Abrams, producteur de la série.

#### Saison 2
La bande originale de la deuxième saison a été commercialisée le 28 janvier 2014. Elle contient 23 pistes.

#### Saisons 3 et 4
Une bande originale contenant les musiques des troisième et quatrième saisons a été commercialisée le 12 février 2016. Elle contient vingt-quatre pistes.

### Musiques additionnelles
En plus des musiques composées spécialement pour la série par Ramin Djawadi, les showrunners Jonathan Nolan et Greg Plageman sélectionnent parfois des musiques existantes afin d'accompagner certaines scènes d'épisodes, ce sont les musiques additionnelles.
Voici une liste non exhaustive des principales musiques additionnelles utilisées dans la série : 
- Saison 1 :
  - Angel de Massive Attack (épisode 1)
  - The Truth de Handsome Boy Modeling School (épisode 2)
  - Live with Me de Massive Attack (épisode 3)
  - Intro de The xx (épisode 5)
  - Sinnerman de Nina Simone (épisode 7)
  - When Things Explode de Unkle (épisode 10)
  - If I Had a Heart de Fever Ray (épisode 15)
  - Ne me quitte pas de Nina Simone (épisode 19)
  - I'm Afraid of Americans de David Bowie (épisode 22)
- Saison 2 :
  - Titanium de David Guetta avec Sia (épisode 3)
  - One of These Mornings de Moby avec Patti LaBelle (épisode 8)
  - Gimme Shelter de The Rolling Stones (épisode 10)
  - Eminence Front de The Who (épisode 12)
  - Future Starts Slow de The Kills (épisode 16)
- Saison 3 :
  - Feeling Good de Nina Simone (épisode 1)
  - Give Me Everything de Pitbull avec Ne-Yo (épisode 3)
  - Hurt de Johnny Cash (épisode 10)
  - Miami Showdown de Digitalism (épisode 10)
  - Colour in Your Hands de D.L.i.d (épisode 10)
  - I Might Be Wrong de Radiohead (épisode 16)
  - Medicine de Daughter (épisode 20)
  - Exit Music (For a Film) de Radiohead (épisode 23)
- Saison 4 :
  - I'd Love To Change The World de Jetta (épisode 1)
  - Roads de Portishead (épisode 2)
  - Young Men Dead de The Black Angels (épisode 5)
  - Fortune Days de The Glitch Mob (épisode 11)
  - The Violent Bear It Away de Moby (épisode 12)
  - Blame de Calvin Harris avec John Newman (épisode 16)
  - Happy New Year de Nat King Cole (épisode 20 ; sélectionnée par Jim Caviezel)
  - Welcome to the Machine de Pink Floyd (épisode 22)
- Saison 5 :
  - No Wow de The Kills (épisode 1)
  - Fake Empire de The National (épisode 9)
  - New Dawn Fades de Moby (épisode 10)
  - The Day the World Went Away de Nine Inch Nails (épisode 10)
  - Bunsen Burner de CUTS (bande originale de Ex Machina) (épisode 13)
  - Metamorphosis One de Philip Glass (épisode 13)